# Almont
Pour les articles homonymes, voir Almont (homonymie).
L'Almont est une rivière française qui coule dans le département de Seine-et-Marne. C’est un affluent de la Seine en rive droite. Elle porte le nom de ru de Courtenain de sa source à Fontenailles, puis ru d'Ancœur jusqu'en amont de Blandy, ru d'Ancœuil de Blandy au parc du château de Vaux-le-Vicomte, pour devenir l’Almont jusqu'à sa confluence avec la Seine à Melun.

## Géographie
Le bassin versant de l'Almont s'étire tout en longueur d'ouest en est et est bordé au nord par le bassin de l'Yerres et ses affluents (ru d'Avon et Yvron. Il couvre environ 305 km2 dans le département de Seine-et-Marne. Il intéresse 30 communes et plus de 30 000 habitants. La surface de ce bassin est couverte à 65 % de cultures, 26 % de forêts et 9 % de zones artificialisées. Les zones artificialisées concernent les villes et villages, les principaux étant Melun et Nangis, mais également la raffinerie de Grandpuits.
L'Almont organise un vaste territoire de la Brie méridionale. Les communes concernées du bassin versant se sont regroupées d'amont en aval au sein des communautés de communes de la Brie nangissienne et de Brie des rivières et Châteaux (et avant le 31 décembre 2016 des anciennes communautés de l'Yerres à l'Ancœur et Vallées et Châteaux).
L'Almont est un cours d'eau calme, d'une profondeur maximale de quelques décimètres selon les endroits traversés. 
Le parcours est sinueux, dans une vallée individualisée en partie boisée avec une orientation générale allant de l'est vers l'ouest pour rejoindre la Seine.
Le bassin de l'Almont est parsemé de maisons fortes et fermes médiévales fortifiées isolées, comme le Fief des Époisses.

### Description du cours
L'Almont prend sa source sous le nom de ru de Courtenain sur le territoire de Rampillon à la limite de Nangis à une altitude de 129 mètres. Le ru contourne la ville de Nangis à l'est puis au sud, traverse la RD 201 et reçoit successivement en rive gauche les rus des Effervettes et des Vieilles Vignes. Le ru traverse la RD 12, entre dans un secteur boisé en bordure de Fontains et La Chapelle-Rablais, et reçoit en rive droite le ru des Tanneries avant d'effectuer un coude marqué vers le nord en entrant sur le territoire de Fontenailles. Le ru traverse la RD 408 et effectue un coude marqué vers l'ouest. Le ru de Courtenain rejoint en rive gauche le ru d'Ancœur et prend alors le nom de ce dernier. Le ruisseau passe à Saint-Ouen-en-Brie en traversant la RD 29 et reçoit en rive gauche le ru de Villefermoy. Le  ru d'Ancœur arrose la Chapelle-Gauthier puis Bréau, en traversant successivement la RD 57 et la RD 227. La vallée devient relativement pittoresque et sinueuse. Les ponts Napoléon, Madame et des Trayans sont remarquables tandis que le château de Bombon domine la vallée. Le ru d'Ancœur passe à Saint-Méry et reçoit le ru de la Prée. Le ruisseau devient alors le ru d'Ancœuil en entrant sur le territoire de Blandy dont le château médiéval situé au cœur du village domine la vallée. Le ruisseau traverse alors la RD 47 puis en aval en bordure du territoire de Moisenay l'autoroute A5 et la LGV Sud-Est. Le ru d'Ancœuil reçoit en rive gauche le ru de Bouisy, arrose Moisenay, reçoit le ru du Goulot en rive gauche et entre sur le territoire de Maincy au niveau du parc du château de Vaux-le-Vicomte. Le ru d'Ancœuil se jette dans le bassin de la Poële qui reçoit également le ru des Jumeaux (en amont ru d'Andy puis ru Bobée). À la sortie du bassin de la Poële, le ruisseau prend le nom d'Almont, arrose Maincy et entre à Melun en recevant le ru du Jard. L'Almont s'élargit et devient une paisible rivière passant sous la voie de contournement de Melun et arrosant le parc de Spelthorne. La rivière passe à l'est de la vieille ville et conflue avec la Seine face à l'Île Saint-Étienne à une altitude de 40 mètres.

### Communes traversées

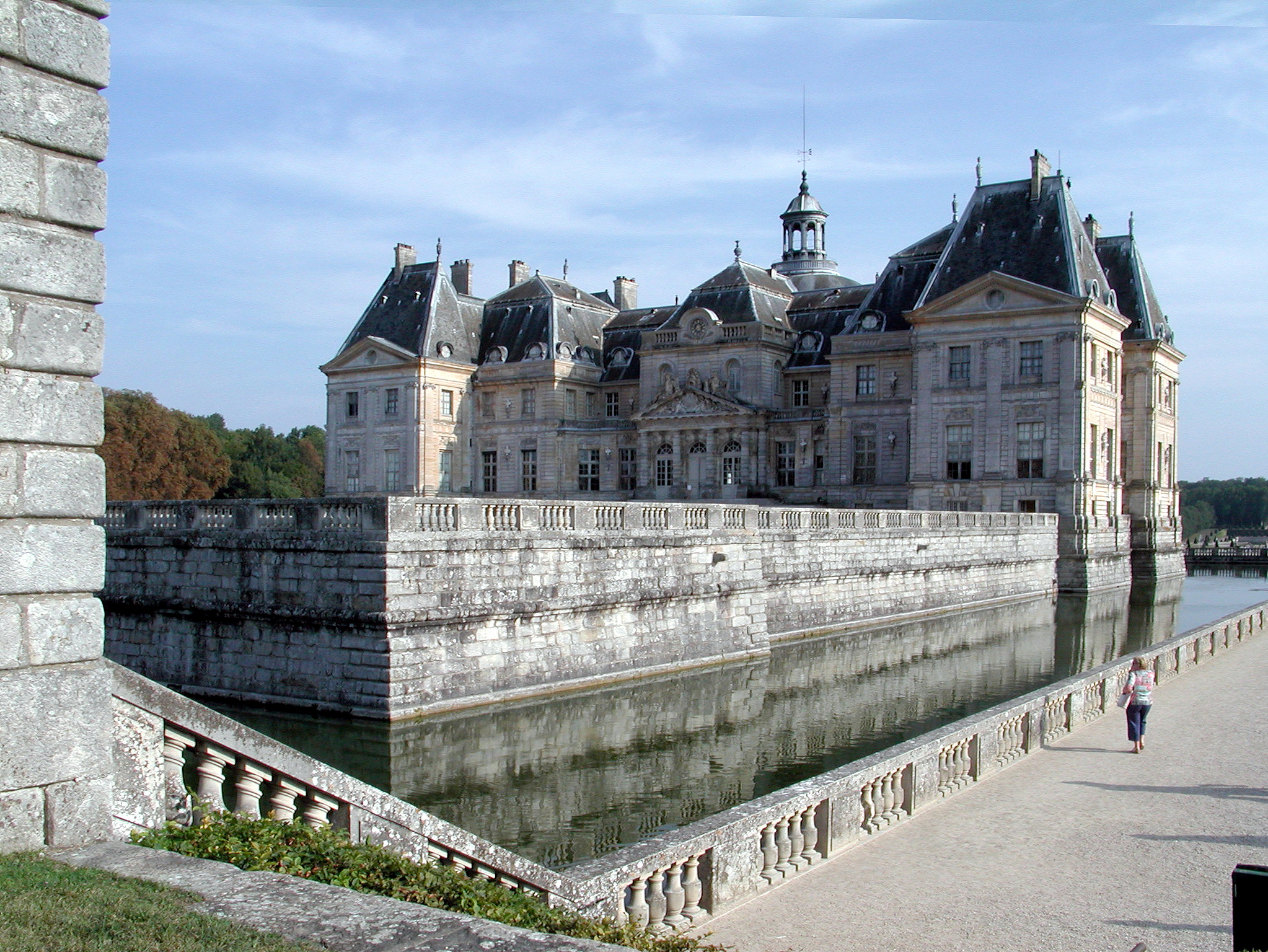
Les douves du château de Vaux-le-Vicomte sont alimentées par la rivière.

Rampillon (ru de Courtenain) ~ Nangis ~ Fontains ~ La Chapelle-Rablais ~ Fontenailles (ru d’Ancœur) ~ Saint-Ouen-en-Brie ~ La Chapelle-Gauthier ~ Bréau ~ Bombon ~ Saint-Méry ~ Champeaux ~ Blandy (ru d’Ancœuil) ~ Moisenay ~ Maincy (parc du château de Vaux-le-Vicomte) (Almont) ~ Melun

## Principaux affluents
L' Almont compte  14 affluents et 15 sous-affluents.
De sa source à Rampillon, à son embouchure à Melun, où elle se jette dans la Seine, son cours fait 42,15 km. L'Almont reçoit divers affluents dont, par ordre géographique, d'amont en aval :
- le ru des Effervettes, qui prend sa source près du hameau des Vaux (Rampillon) ;
  - le fossé 01 de la Ferme le Mesnil, 1,44 km ;
- le ru des Tanneries, 6,02 km, qui prend sa source au niveau de la gare de Nangis ;
- le ru  d'Ancœur (en considérant le ru de Courtenain comme branche mère), 7,44 km, qui prend sa source non loin de la ferme d'Ancœur (Grandpuits-Bailly-Carrois) ;
  - le ru de la Vacherie, 1,95 km ;
- le ru de Villefermoy, 8,19 km, qui prend sa source près de la ferme de Bel-Air (Échouboulains), traverse du sud au nord la forêt domaniale de Villefermoy, reçoit et prend le nom de ru Guérin avant d'alimenter les étangs de Villefermoy ;
  - le ru des Prés des Vallées, 3,97 km ;
  - le fossé 02 du Bois de la Chapelle, 3,61 km ;
  - le fossé 01 de la Forêt Domaniale de Villefermoy, 2,95 km ;
- le ru de la Prée, 9,63 km, qui prend sa source au hameau de Lady (Mormant sous le nom de ru de la Fontaine, passe au Fief des Époisses, reçoit le ru de Bressoy en prenant le nom de ru de la Prée, puis effectue un coude vers le sud en recevant le ru des Moines et en passant à Saint-Méry ;
  - le ru des Moines, 7,05 km ;
  - le ru de Bressoy, 4,23 km ;
- le ru de Bouisy, 11,66 km (rg[note 1]), 11,7 km qui prend sa source dans la forêt domaniale de Villefermoy sous le nom de ru de la Barre, passe à Châtillon-la-Borde sous le nom de ru de Brétinoust puis ru de Bouisy ;
- le ru du Goulot, 7,51 km, qui prend sa source près du hameau de Saveteux (Le Châtelet-en-Brie) sur le territoire de la Chapelle-Gauthier et passe à Courtry ;
- le ru Bobée, 11,13 km[4], qui prend sa source à la ferme de Genouilly sous le nom de ru d'Andy, pour devenir le ru Bobée avant d'arroser le château de Vaux-le-Vicomte.
  - le ru de Pouilly, 3,12 km ;
- le ru du Jard, 4,18 km, qui prend sa source au hameau du Petit-Jard (Vert-Saint-Denis) et arrose Voisenon, Rubelles puis délimite les communes de Maincy et de Melun.
  - le fossé 01 de la Plaine du Jard, 1,37 km.

et aussi : 
- le cours d'eau 01 de Mauny, 4,03 km ;
  - le cours d'eau 01 des Bourdottes, 3,25 km ;
    - le ru des vieilles vignes, 2,92 km ;
      - le fossé 01 de Valjouan, 2,36 km ;
      - le fossé 01 du Bois Chevalier, 1,25 km ;

  - le fossé 01 du Bois des Clos, 1,54 km ;
  - le fossé 01 du Bois de Putemuse, 1,04 km ;
- le fossé 01 de la Commune de la Chapelle-Gauthier, 1,89 km ;
- le fossé 01 de Bézard, 1,48 km ;
- le fossé 01 du Grand Buisson du Mée, 1,35 km ;
- le fossé 01 de Beaumont, 1,34 km.

### Rang de Strahler
Le rang de Strahler de l'Almont est de cinq.

## Hydrologie

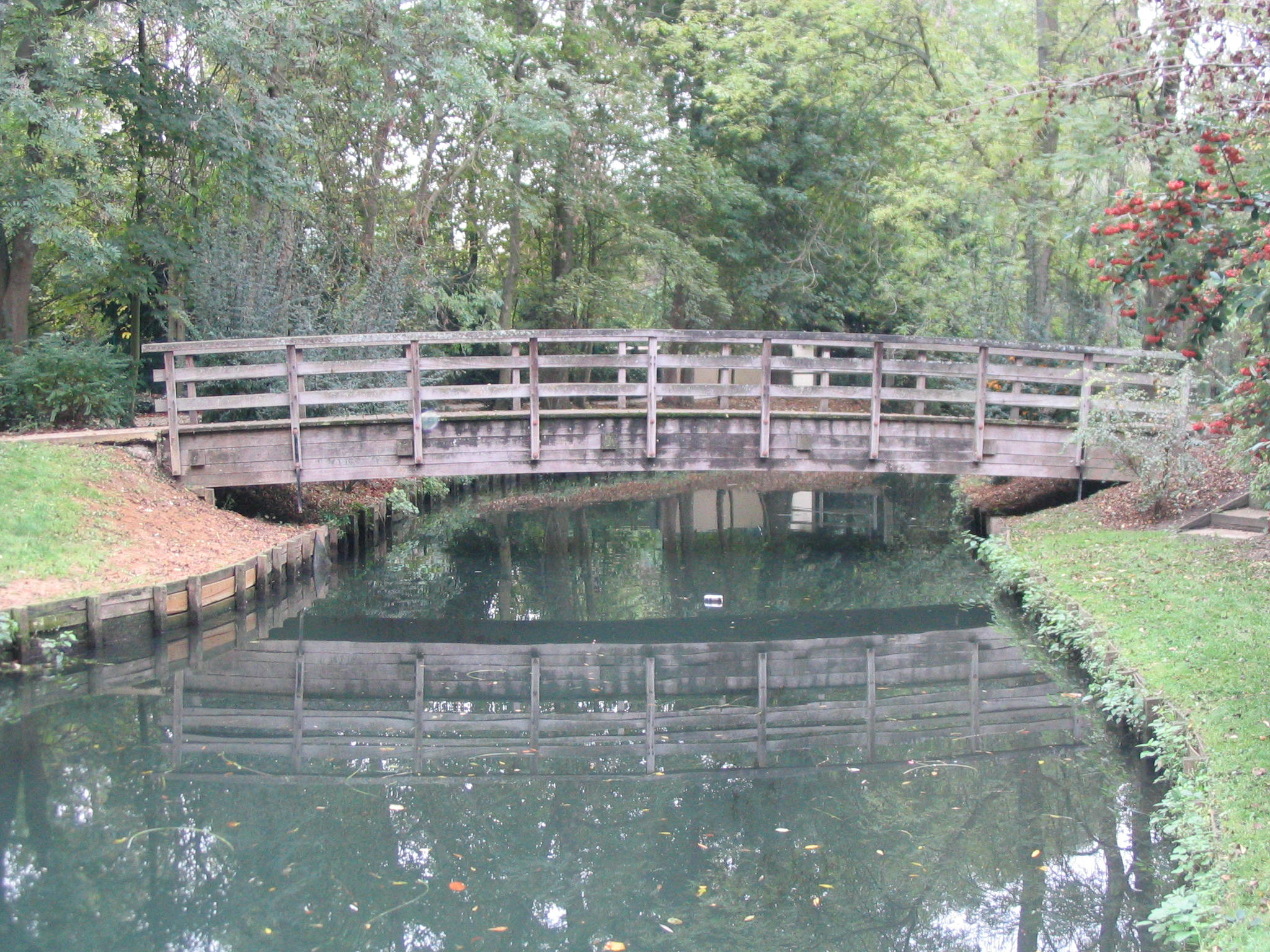
L’Almont à Melun

L’Almont est une rivière peu abondante comme la plupart des cours d’eau du centre du bassin parisien, zone de faibles précipitations annuelles et d’évaporation estivale assez importante. 

### L'Almont à Blandy
Son débit a été observé sur une période de 26 ans (1982-2008), à Blandy, localité du département de Seine-et-Marne, située à une dizaine de kilomètres de son confluent avec la Seine, ce qui escamote les sous-bassins de plusieurs de ses affluents. Le bassin versant de la rivière à cet endroit est de 181 km2 soit un peu moins de 60 % de sa totalité.
Le module de la rivière à Blandy est de 0,547 m3/s.
L’Almont présente des fluctuations saisonnières de débit très marquées, à l’inverse de la Voulzie voisine par exemple. Les hautes eaux surviennent en hiver et au début du printemps et portent le débit mensuel moyen à un niveau situé entre 0,95 et 1,25 m3/s, de janvier à avril inclus (avec un maximum très net en janvier et février). Les basses eaux ont lieu en été, de juin à début octobre, et s’accompagnent d’une baisse du débit moyen mensuel allant jusqu’à 0,081 m3/s au mois d’août (81 litres par seconde). Mais les fluctuations sont bien plus amples sur de plus courtes périodes et selon les années.

### Étiage ou basses eaux
À l’étiage, le VCN3 peut chuter jusque 0,002 m3/s, en cas de période quinquennale sèche, soit 2 litres par seconde, ce qui est très sévère, le cours d’eau tombant ainsi presque à sec.

### Crues
Les crues peuvent être relativement importantes compte tenu de la faiblesse de la rivière et de l’exiguïté de son bassin versant. Ainsi les QIX 2 et QIX 5 valent respectivement 8,2 et 13 m3. Le QIX 10 est de 17 m3/s, le QIX 20 de 20 m3 et le QIX 50 de 24 m3.
Le débit instantané maximal enregistré à Blandy a été de 23,9 m3/s le 9 avril 1983, tandis que la valeur journalière maximale atteignait 18,5 m3/s le 26 février 1997. En comparant ces chiffres aux valeurs de la table des QIX de la rivière, la crue d’avril 1983 était d’ordre trentennal et donc assez exceptionnelle, destinée à ne se répéter que tous les 30 ans en moyenne.

### Lame d'eau et débit spécifique
Au total, l’Almont est une rivière très peu abondante, fort peu régulière et en danger de tomber à sec régulièrement. La lame d’eau écoulée dans son bassin versant est de 96 millimètres annuellement, ce qui est parmi les plus faibles de France, plus de trois fois inférieur à la moyenne d’ensemble du pays, et surtout largement inférieur à la moyenne de la totalité du bassin de la Seine (240 millimètres environ). Le débit spécifique (ou Qsp) de la rivière n’atteint dès lors que les 3,1 litres par seconde et par kilomètre carré de bassin.

## Aménagements et écologie

### Ponts
- Maincy

1. Le pont de la rue des Carmes, RD 82E2
2. Le pont de la rue des Trois-Moulins, RD 117A

- Melun

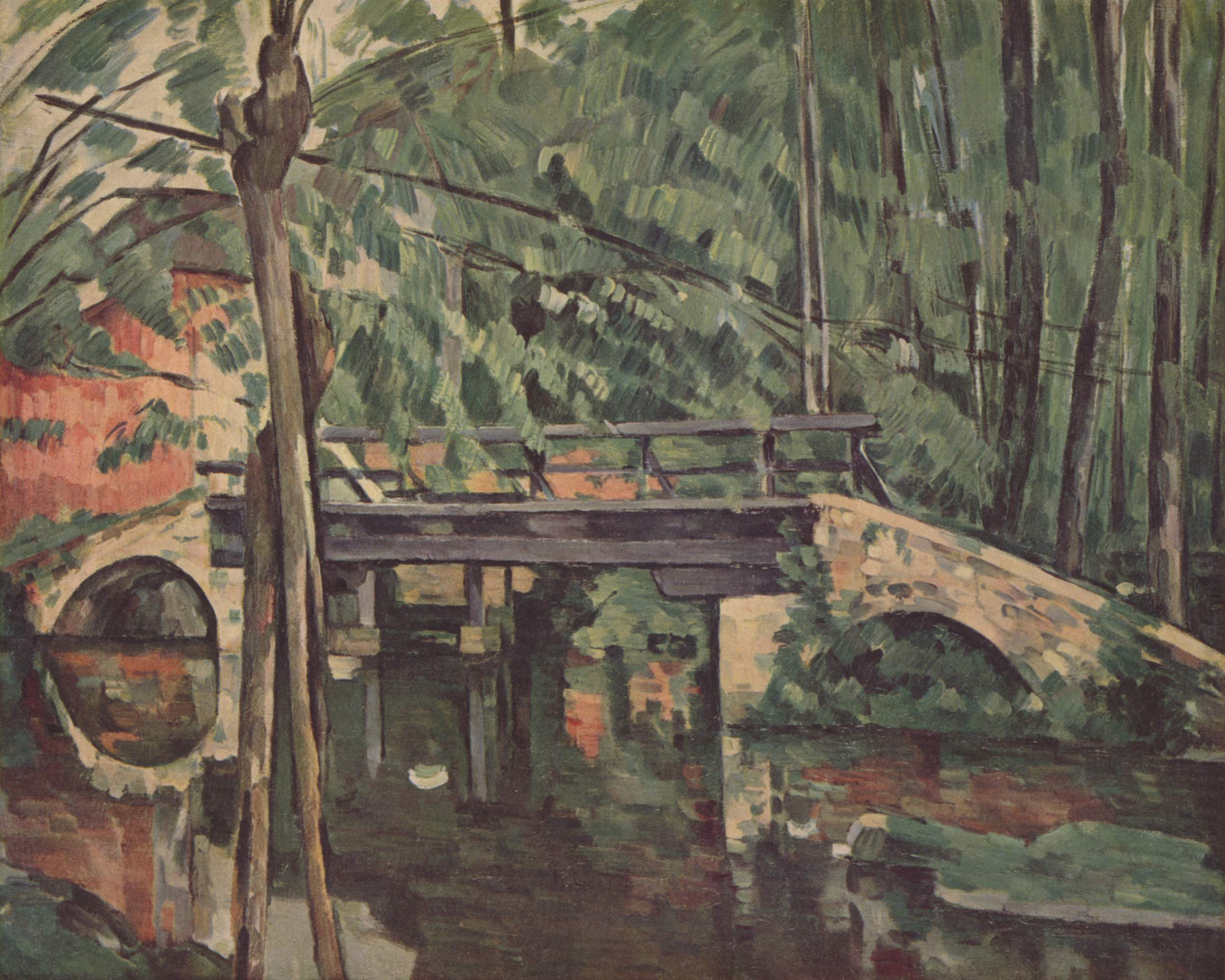
Pont de Maincy, par Paul Cézanne

1. Le pont (piétonnier) de Maincy, rendu célèbre par Paul Cézanne qui le peint (vers 1879-1880) alors qu'il résidait à Melun
2. Le pont du chemin du Coudray
3. Le pont piétonnier précédant le viaduc de la RD 605
4. Le viaduc de la RD 605, anciennement RN 105
5. Le pont de la rue des Fabriques
6. Le pont de la rue Saint-Liesne, dit « pont Saint-Liesne »[5]
7. Le pont de l'allée du Marché
8. Le pont du quai Maréchal-Foch, à l'embouchure de la Seine, dit « pont d'Almont »[6]